# Festival Internacional de Cine de Berlín de 1957
La 7ª edición del Festival de Cine de Berlín se llevó a cabo desde el 21 de junio al 2 de julio de 1957 La Federación Internacional de la Prensa Cinematográfica dio por primera vez el Premio FIPRESCI por primera vez este año. El Oso de Oro fue otorgado a la cinta estadounidense Doce hombres sin piedad dirigida por Sidney Lumet.

## Jurado
Las siguientes personas fueron escogidas para el jurado de esta edición:
Jurado oficial
- Jay Carmody, crítico teatral (EE. UU.) - Presidente
- Jean de Baroncelli, escritor y crítico de cine (Francia)
- John Sutro, productor (Reino Unido)
- Dalpathal Kothari (India)
- Fernaldo Di Giammatteo, historiador y crítico de cine (Italia)
- Bunzaburo Hayashi, productor (Japón)
- Miguel Alemán Jr., productor (México)
- Thorsten Eklann, periodista (Suecia)
- José María Escudero, director de fotografía (España)
- Edmund Luft, dramaturgo, historiador y crítico de cine  (RFA)
- Ernst Schröder, actor (RFA)

Jurado de cortometrajes y documentales
- Adolf Hübl, fundador del Bundesstaatliche Hauptstelle für Lichtbild und Bildungsfilm (Austria) - Presidente
- Paul Heimann, pedagogo (RFA)
- Paul Louyet, productor (Bélgica)
- Norman McLaren, director y productor (Canadá)
- Karl Naef, (Suiza)
- Yrjö Rannikko, productor (Finlandia)
- Ahmed Sefrioui, escritor (Marruecos)

## Películas en competición
La siguiente lista presenta a las películas que compiten por Oso de Oro:
| Título en español                  | Título original                    | Director(es)         | País              |
| ---------------------------------- | ---------------------------------- | -------------------- | ----------------- |
| Doce hombres sin piedad            | 12 Angry Men                       | Sidney Lumet         | EE.UU.            |
| 1918                               | 1918                               | T. J. Särkkä         | Finlandia         |
| Amanecer en Puerta Oscura          | Amanecer en Puerta Oscura          | José María Forqué    | España            |
| 嵐 Arashi                          | 嵐 Arashi                          | Hiroshi Inagaki      | Japón             |
| Brahim                             | Brahim                             | Jean Flechet         | Marruecos         |
| Die Letzten werden die Ersten sein | Die Letzten werden die Ersten sein | Rolf Hansen          | West Germany      |
| الفتوة El fatawa                   | الفتوة El fatawa                   | Salah Abu Seif       | Egipto            |
| El hombre señalado                 | El hombre señalado                 | Francis Lauric       | Argentina         |
| Felicidad                          | Felicidad                          | Alfonso Corona Blake | México            |
| Hang Tuah                          | Hang Tuah                          | Phani Majumdar       | Singapur, Malasia |
| Ingen tid til kærtegn              | Ingen tid til kærtegn              | Annelise Hovmand     | Dinamarca         |
| Jonas                              | Jonas                              | Ottomar Domnick      | RFA               |
| Tausend Kleine Zeichen             | Tausend Kleine Zeichen             | Herbert Seggelke     | RFA               |
| কাবুলিওয়ালা Kābuli'ōẏālā                | কাবুলিওয়ালা Kābuli'ōẏālā                | Tapan Sinha          | India             |
| El hombre del impermeable          | L'Homme à l'imperméable            | Julien Duvivier      | Francia           |
| La finestra sul Luna Park          | La finestra sul Luna Park          | Luigi Comencini      | Italia            |
| Las aventuras de Arsenio Lupin     | Les Aventures d'Arsène Lupin       | Jacques Becker       | Francia, Italia   |
| Manuela                            | Manuela                            | Guy Hamilton         | Reino Unido       |
| Nije bilo uzalud                   | Nije bilo uzalud                   | Nikola Tanhofer      | Yugoslavia        |
| Padres e hijos                     | Padri e figli                      | Mario Monicelli      | Italy             |
| Protevousianikes peripeteies       | Protevousianikes peripeteies       | Yannis Petropoulakis | Grecia            |
| Sait-on jamais...                  | Sait-on jamais...                  | Roger Vadim          | Francia, Italia   |
| Shijibganeun nal                   | Shijibganeun nal                   | Byung-il Lee         | Corea del Sur     |
| Última pareja en salir             | Sista paret ut                     | Alf Sjöberg          | Suecia            |
| Stevnemøte med glemte år           | Stevnemøte med glemte år           | Jon Lennart Mjøen    | Noruega           |
| El jardinero español               | The Spanish Gardener               | Philip Leacock       | Reino Unido       |
| Freedom                            | Freedom                            | Vernon Messenger     | Nigeria           |
| La casa de té de la luna de agosto | The Teahouse of the August Moon    | Daniel Mann          | EE.UU.            |
| The Wayward Bus                    | The Wayward Bus                    | Victor Vicas         | EE.UU.            |
| Tizoc: Amor indio                  | Tizoc: Amor indio                  | Ismael Rodríguez     | México            |
| Wang hun gu                        | Wang hun gu                        | Chun Yen             | Hong Kong         |
| Woman in a Dressing Gown           | Woman in a Dressing Gown           | J. Lee Thompson      | Reino Unido       |

| Documental y cortometraje             |                      |                 |
| Título original                       | Director(s)          | Country         |
| Abarenbō kaidō                        | Tomu Uchida          | Japón           |
| Big Bill Blues                        | Jean Delire          | Bélgica         |
| Đất Lành                              | Ramon A. Estella     | Vietnam del Sur |
| Felicidad                             | Alfonso Corona Blake | México          |
| Gente lontana                         | Lionetto Fabbri      | Italia          |
| Plitvicka jezera                      | Dragoslav Holub      | Yugoslavia      |
| La revolución mexicana en sus murales | Luis Spota           | México          |
| Ruf der Götter                        | Dietrich Wawrzyn     | RFA             |
| Secretos de la vida                   | James Algar          | EE.UU.          |
| Tausend kleine Zeichen                | Herbert Seggelke     | RFA             |
| L'ultimo paradiso                     | Folco Quilici        | Italia          |

## Palmarés
Los siguientes premios fueron entregados por el jurado profesional:
- Oso de Oroː Doce hombres sin piedad de Sidney Lumet
- Oso de Plataː Mario Monicelli por Padres e hijos
- Oso de Plata a la mejor interpretación femenina: Yvonne Mitchell por Woman in a Dressing Gown
- Oso de Plata a la mejor interpretación masculina: Pedro Infante por Tizoc: Amor indio
- Oso de Plata por una contribución artística sobresaliente: ex aequo
Amanecer en Puerta Oscura de José María Forqué
Kabuliwala de Tapan Sinha

Premios de Cortometrajes y documentales
- Oso de Oro (Documental): Secretos de la vida de James Algar
- Oso de Plata (Documental): L'ultimo paradiso de Folco Quilici
- Oso de Oro al mejor cortometraje: Gente lontana de Lionetto Fabbri
- Oso de Plata al mejor cortometraje:ex aequo:
Plitvička jezera de Šime Šimatović
Tausend kleine Zeichen de Herbert Seggelke
Big Bill Blues de Jean Delire

Premios de jurado independientes
- Premio FIPRESCI
  - Woman in a Dressing Gown de J. Lee Thompson
  - Mención honorable: Ingen tid til kærtegn de Annelise Hovmand
- Premio OCIC 
  - Doce hombres sin piedad de Sidney Lumet
  - Special Mention: Woman in a Dressing Gown de J. Lee Thompson